# Kosuke Ota
Kosuke Ota (Tokio, 23. srpnja 1987.) japanski je nogometaš.

## Klupska karijera
Igrao je za Yokohama FC, Shimizu S-Pulse, FC Tokyo i Vitesse.

## Reprezentativna karijera
Za japansku reprezentaciju igrao je od 2010. do 2015. godine. Odigrao je 7 utakmice.
S japanskom reprezentacijom Kosuke Ota je igrao na Azijskom kupu 2015.

## Statistika
| Japan  | Japan | Japan |
| Godina | Nast. | Gol.  |
| ------ | ----- | ----- |
| 2010.  | 1     | 0     |
| 2011.  | 0     | 0     |
| 2012.  | 0     | 0     |
| 2013.  | 0     | 0     |
| 2014.  | 3     | 0     |
| 2015.  | 3     | 0     |
| Ukupno | 7     | 0     |

## Vanjske poveznice
- National Football Teams